# Laredo (Texas)
Laredo è un comune (city) degli Stati Uniti d'America e capoluogo della contea di Webb nello Stato del Texas. La popolazione era di 235 809 persone al censimento del 2018, il che la rende la decima città più popolosa dello stato e l'ottantunesima città più popolosa della nazione.

## Geografia fisica
Secondo lo United States Census Bureau, la città ha una superficie totale di 234,03 km², dei quali 230,27 km² di territorio e 3,76 km² di acque interne (1,6% del totale).

## Storia

Mappa del 1892

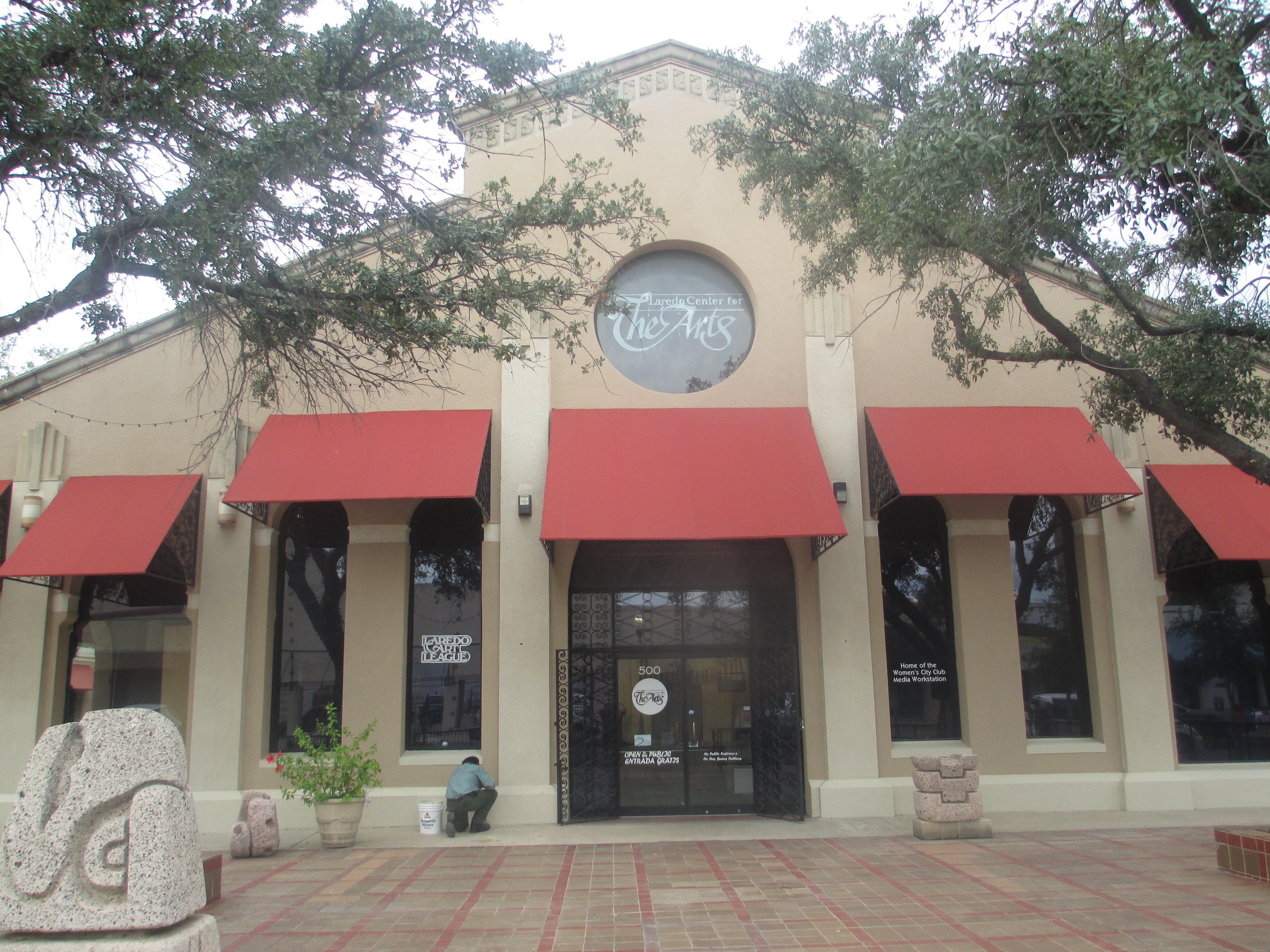
Laredo Center for the Arts

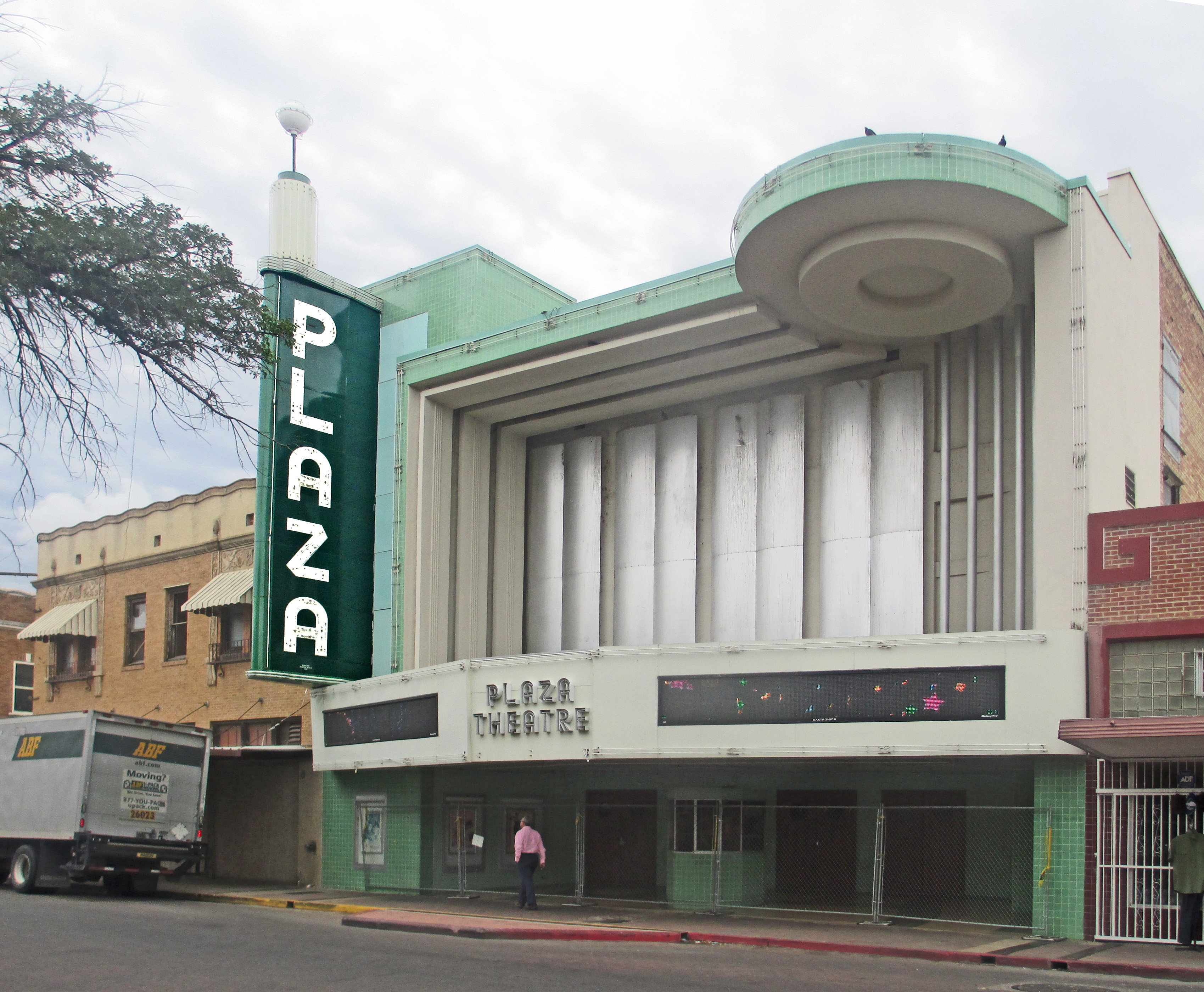
Plaza Theater.

L'insediamento fondato nel 1755 da Don Tomás Sánchez Barrera col nome originario di Villa de San Agustin de Laredo (dal nome della cittadina spagnola di Laredo), apparteneva al Nuevo Santander, colonia spagnola della Nuova Spagna.
Nel 1840 Laredo era la capitale della Repubblica indipendente del Rio Grande, costituita in opposizione ad Antonio López de Santa Anna.

## Società

### Evoluzione demografica
Secondo il censimento del 2018, la popolazione era di 235 809 abitanti.

### Etnie e minoranze straniere
Secondo il censimento del 2010, la composizione etnica della città era formata dall'87,71% di bianchi, lo 0,47% di afroamericani, lo 0,41% di nativi americani, lo 0,62% di asiatici, lo 0,01% di oceaniani, il 9,27% di altre etnie, e l'1,52% di due o più etnie. Ispanici o latinos di qualunque etnia erano il 95,62% della popolazione.

## Infrastrutture e trasporti
- Interstate 35